# Bowling Bowling Bowling Parking Parking
Bowling Bowling Bowling Parking Parking è il sesto EP del gruppo musicale statunitense Green Day, pubblicato nel 1996 dalla Reprise Records.
Il disco è stato messo in commercio solo in Giappone e in Europa. Le tracce sono state registrate in date e location differenti.

## Tracce
1. Armatage Shanks (Live in Sporthall, Praga, 26 marzo 1996)
2. Brain Stew (Live in Sporthall, Praga, 26 marzo 1996)
3. Jaded (Live in Sporthall, Praga, 26 marzo 1996)
4. Knowledge (Live at Jannus Landing, Saint Petersburg (Florida), 11 marzo 1994)
5. Basket Case (Live at the Harumi Arena, Tokyo, 27 gennaio 1996)
6. She (Live at the Harumi Arena, Tokyo, 27 gennaio 1996)
7. Walking Contradiction (Live in Sporthall, Praga, 26 marzo 1996)
8. Dominated Love Slave (Bonus Track presente nell'edizione giapponese, Live at the Harumi Arena, Tokyo, 27 gennaio 1996)

## Formazione
- Billie Joe Armstrong – voce, chitarra
- Mike Dirnt – basso, cori
- Tré Cool – batteria